# Piłka nożna w Polsce (2013/2014)
| Mistrzostwa Polski                                                                           | Mistrzostwa Polski                                 |
| -------------------------------------------------------------------------------------------- | -------------------------------------------------- |
| 1 miejsce - Mistrz Polski                                                                    | Legia Warszawa                                     |
| 2 miejsce - Wicemistrz Polski                                                                | Lech Poznań                                        |
| 3 miejsce                                                                                    | Ruch Chorzów                                       |
| Król strzelców ekstraklasy                                                                   | 22 - Marcin Robak (Piast Gliwice i Pogoń Szczecin) |
| Klub 100 - Klub 300 - Tabela wszech czasów Ekstraklasy w piłce nożnej                        |                                                    |
| Europejskie Puchary                                                                          |                                                    |
| Liga Mistrzów UEFA (2013/2014)                                                               | Legia Warszawa (mistrz, puchar 2012/2013)          |
| Liga Europy UEFA (2013/2014)                                                                 | Lech Poznań (2 miejsce 2012/2013)                  |
| Liga Europy UEFA (2013/2014)                                                                 | Śląsk Wrocław (3 miejsce 2012/2013)                |
| Liga Europy UEFA (2013/2014)                                                                 | Piast Gliwice (4 miejsce 2012/2013)                |
| UEFA - Współczynnik UEFA - Statystyki występów polskich klubów w europejskich pucharach UEFA |                                                    |
| Puchar Polski / Superpuchar Polski                                                           |                                                    |
| Puchar Polski w piłce nożnej (2013/2014)                                                     |                                                    |
| 1 miejsce - Zdobywca                                                                         | Zawisza Bydgoszcz                                  |
| 2 miejsce - Finalista                                                                        | Zagłębie Lubin                                     |
| Superpuchar Polski 2014                                                                      | Zawisza Bydgoszcz                                  |

| Poziomy rozgrywkowe w sezonie 2013/2014 | Poziomy rozgrywkowe w sezonie 2013/2014 | Poziomy rozgrywkowe w sezonie 2013/2014                            | Poziomy rozgrywkowe w sezonie 2013/2014 |
| --- | --------------------------------------- | ------------------------------------------------------------------ | --- |
| Centralne | I                                       | Ekstraklasa w piłce nożnej (2013/2014)                             | Widzew Łódź, Zagłębie Lubin |
| Centralne | II                                      | I liga polska w piłce nożnej (2013/2014)                           | GKS Bełchatów, Górnik Łęczna · Kolejarz Stróże, Puszcza Niepołomice, Energetyk ROW Rybnik, Okocimski KS Brzesko |
| Centralne | III                                     | II liga polska w piłce nożnej (2013/2014) · 2 grupy · Reforma ligi | Awans z grupy zachodniej: Chrobry Głogów, Bytovia Bytów · Reorganizacja ligi, spadek z grupy zachodniej: Warta Poznań, Polonia Bytom, Gryf Wejherowo, Odra Opole, Ruch Zdzieszowice, Ostrovia 1909 Ostrów Wielkopolski, Calisia Kalisz, UKP Zielona Góra, Jarota Jarocin, KS Polkowice. · Awans z grupy wschodniej: Wigry Suwałki, Pogoń Siedlce · Reorganizacja ligi, spadek z grupy wschodniej: Olimpia Elbląg, Limanovia Limanowa, Stal Rzeszów, Radomiak Radom, Pelikan Łowicz, Olimpia Zambrów, Motor Lublin, Garbarnia Kraków, Concordia Elbląg, Świt Nowy Dwór Mazowiecki |
| Makroregionalne | IV                                      | III liga polska w piłce nożnej (2013/2014) · 9 grup                | po barażach: Nadwiślan Góra, Kotwica Kołobrzeg |
| Okręgowe (16 okręgów) | V                                       | IV liga polska w piłce nożnej (2013/2014) · 20 Grup                | |
| Okręgowe (16 okręgów) | VI                                      | Klasa Okręgowa                                                     | |
| Okręgowe (16 okręgów) | VII                                     | Klasa A                                                            | |
| Okręgowe (16 okręgów) | VIII                                    | Klasa B                                                            | |
| Okręgowe (16 okręgów) | IX                                      | Klasa C                                                            | |
| System ligowy piłki nożnej w Polsce - Tabela wszech czasów polskiej I ligi piłkarskiej - Tabela wszech czasów polskiej II ligi piłkarskiej |                                         |                                                                    | |
| IV Liga grupy: dolnośląska - kujawsko-pomorska - lubelska - lubuska - łódzka - małopolska - mazowiecka - opolska - podkarpacka - podlaska - pomorska - śląska I - śląska II - świętokrzyska - warmińsko-mazurska - wielkopolska - zachodniopomorska                               |                                         |                                                                    | |
| Okręgowe rozgrywki - 16 województw (OZPN): dolnośląskie - kujawsko-pomorskie - lubelskie - lubuskie - łódzkie - małopolskie - mazowieckie - opolskie - podkarpackie - podlaskie - pomorskie - śląskie - świętokrzyskie - warmińsko-mazurskie - wielkopolskie - zachodniopomorskie |                                         |                                                                    | |

| Rozgrywki młodzieżowe / Mistrzostwa Polski juniorów w piłce nożnej | Rozgrywki młodzieżowe / Mistrzostwa Polski juniorów w piłce nożnej                                                      | Rozgrywki młodzieżowe / Mistrzostwa Polski juniorów w piłce nożnej |
| ------------------------------------------------------------------ | --- | ------------------------------------------------------------------ |
| Centralna Liga Juniorów w piłce nożnej                             | Centralna Liga Juniorów w piłce nożnej (2013/2014) Wisła Kraków Cracovia Lech Poznań i Pogoń Szczecin                   |                                                                    |
| Centralna Liga Juniorów w piłce nożnej                             | Centralna Liga Juniorów w piłce nożnej U-17 (2013/2014) Lech Poznań Górnik Zabrze Concordia Elbląg                      |                                                                    |
| Piłka nożna kobiet w Polsce                                        | |                                                                    |
| Ekstraliga polska w piłce nożnej kobiet                            | Ekstraliga polska w piłce nożnej kobiet (2013/2014) · Medyk Konin · Górnik Łęczna · KS AZS Wrocław (piłka nożna kobiet) |                                                                    |

Inne:

- Ekstraklasa w futsalu